# Giuseppe Camillo Giordano
Giuseppe Camillo Giordano (Pomarico, 1º marzo 1841 – Bernalda, 17 novembre 1901) è stato un botanico italiano.

## Biografia
Nato a Pomarico, entrò in seminario nel 1856 e vi prese gli ordini minori.
Dopo aver ricevuto una borsa di studio dal Consiglio Provinciale della Basilicata, si trasferì a Napoli, dove fu allievo prediletto e amico di Nicolantonio Pedicino, pur rifiutando di fargli da assistente all'Università. Seguì la scuola del Cesati ma ebbe anche relazioni scientifiche con Giuseppe De Notaris, il più importante briologo italiano dell'epoca.
Giordano passò, poi, a insegnare storia naturale al Regio istituto tecnico di Napoli, nel quale ricoprì anche l'incarico di vicepreside negli ultimi anni della sua vita e creò un laboratorio di storia naturale ricco e moderno, distinguendosi tra i primi briologi in Italia. Partecipò, inoltre, attivamente alla creazione dell'erbario crittogamico italiano.

## Opere
Tra le opere di Giordano, le più notevoli risultanoː
- Di una escursione botanica in Basilicata, in Bullettino dell'Associazione dei Naturalisti e Medici per la mutua istruzione, 1869, pp. 38-41.
- Prima contribuzione alla Flora briologica napolitana, in Bullettino dell'Associazione dei Naturalisti e Medici per la mutua istruzione, 1871, pp. 10–16.
- Storia del Caffè, in Giornale dell'Ateneo Galileo Galilei, II (1871), n. 5-6, 8 pp.
- Contribuzione seconda alla Flora briologica napolitana, in Bullettino dell'Associazione dei Naturalisti e Medici per la mutua istruzione, III (1873), n.8, pp. 118–125.
- Index generalis Syllogis Tenoreanae, Appendicumque omnium, a Jos. Camillo Giordano Collectus, in Nuovo Giornale botanico italiano, Vol. VII (1875), p. 163.
- Contribuzione allo studio della Flora Lucana, Potenza, Tipi Magaldi e Della Ratta, 1881.